# Мечев Дмитро Сергійович
Мечев Дмитро Сергійович (25 лютого 1943, Саратов — 23 жовтня 2018, Київ) — український лікар-радіолог. Доктор медичних наук, професор. Заслужений діяч науки і техніки України.

## Життєпис
Народився 25 лютого 1943 у Саратові.
У 1966 році закінчив медичний інститут у Києві. З того часу працював у Київському рентгенорадіологічному та онкологічному інституті.
Вже у 1984—2018 рр. — у Національній медичній академії післядипломної освіти.
Помер 23 жовтня 2018 у Києві.

## Наукова діяльність
До сфери наукових зацікавлень входили галузі радіології, ядерної медицини, променевої терапії, радіаційної гігієни та онкології.
У 2004—2018 рр. був головним редактором журналу «Радіологічний вісник».
Є автором (співавтором) понад 500 наукових праць, серед яких монографії, підручники, статті:
- Гормони та пухлинні маркери: клініко-методичні аспекти: навч. посіб. для студ. вищ. навч. закл. / Д. С. Мечев. — К. : Медицина України, 2007. — 96 с
- Променева терапія пухлин головного мозку: монографія / Д. А. Лазар, Д. С. Мечев, В. Д. Розуменко, Т. І. Чеботарьова. — К. : Медицина України, 2010. — 170 с
- Однофотонна емісійна комп'ютерна томографія у діагностиці пухлин головного мозку: монографія / С. С. Макеєв, Д. С. Мечев, В. Д. Розуменко. — К., 2012. — 202 с
- Радіологія: підруч. для студ. вищ. мед. навч. закл. IV рівня акредитації / за загальною ред. проф. М. С. Каменецького. — Донецьк, 2009
- Радіологія. Променева терапія. Променева діагностика: підруч. для студ. вищ. мед. навч. закл. IV рівня акредитації / О. В. Ковальский, Д. С. Мечев, В. П. Данилевич. — Вінниця: Нова Книга, 2013. — 511 с.
- Радіоімунологічний аналіз в клінічній практиці [Текст]: навч. посіб. / Д. С. Мечев [та ін.] ; Нац. мед. акад. післядиплом. освіти ім. П. Л. Шупика, Клініч. лікарня «Феофанія», Наук.-практ. підприємство «МТМ». — Київ: Медицина України, 2014. — 101 с.